# Boeing MQ-25 Stingray
El Boeing MQ-25 Stingray es un vehículo aéreo no tripulado de reabastecimiento en vuelo de origen estadounidense que fue desarrollado por la corporación multinacional Boeing. El origen de la aeronave fueron los programas para un Sistema de Reabastecimiento de Combustible Aéreo Basado en Portaaviones (CBARS) y Vigilancia y Ataque Aéreo No Tripulado Lanzado por Portaaviones (UCLASS) de la Armada de los Estados Unidos. El 19 de septiembre de 2019, luego de haber sido sometido a pruebas en tierra y haber obtenido la certificación de la Administración Federal de Aviación, el primer MQ-25, conocido como "Tail 1" e identificado con la matrícula civil N234MQ, realizó su primer vuelo desde el Aeropuerto MidAmerica, que opera en conjunto con la Base de la Fuerza Aérea Scott en el condado de St. Clair, Illinois.

## Desarrollo

### Antecedentes
La Armada de los Estados Unidos comenzó sus esfuerzos para desarrollar y contar con una aeronave no tripulada basada desde sus portaaviones en 2006. El concepto original del programa de Vigilancia y Ataque Aéreo No Tripulado Lanzado por Portaaviones (UCLASS) era el de una plataforma de ataque furtivo capaz de penetrar las defensas aéreas enemigas. En 2012, estos requisitos cambiaron para crear un avión orientado a la inteligencia, vigilancia y reconocimiento, que pudiera desarrollarse rápidamente para llevar a cabo misiones de lucha contra el terrorismo de baja intensidad. El 1 de febrero de 2016, después de muchos retrasos sobre en qué se debería especializar el programa UCLASS, se informó que una parte significativa de los esfuerzos de desarrollo se dirigirían a producir una aeronave cisterna de reabastecimiento en vuelo basada en portaaviones, del tamaño de un McDonnell Douglas F/A-18 Super Hornet como parte del programa del Sistema de Reabastecimiento de Combustible Aéreo Basado en Portaaviones (CBARS), con algunas capacidades para la retransmisión de comunicaciones y capacidades de ataque pospuestas para una futura variante de la misma aeronave. Internamente, la aeronave era denominada por la Armada de los Estados Unidos como RAQ-25A, hasta que en julio de 2016, luego de un largo proceso por parte del Comando de Material de la Fuerza Aérea de los Estados Unidos, se adoptó la designación final de MQ-25A Stingray.

### Selección
Para continuar con el desarrollo de esta aeronave, en octubre de 2017, la Armada de los Estados Unidos emitió los requerimientos finales de su proyecto a Lockheed Martin, Boeing, Northrop Grumman y General Atomics. El 19 de diciembre de 2017, Boeing presentó su prototipo, incorporando las lecciones aprendidas con su ala volante y vehículo aéreo de combate furtivo no tripulado, el Boeing Phantom Ray y otros de sus vehículos aéreos no tripulados desarrollados previamente, mientras que General Atomics propuso su concepto Sea Avenger, basado en su Predator-C/Avenger y modificado para el reabastecimiento en vuelo y Lockheed Martin propuso su concepto del Sea Ghost, basado en el RQ-170 Sentinel. Northrop Grumman anunció el 25 de octubre de 2017 que retiraría su X-47B de la competencia, argumentando que la compañía no había podido ejecutar el programa según los términos de la solicitud de propuestas, lo que para algunos analistas significó que la Armada podría favorecer los diseños de aeronaves del tipo ala-fuselaje-cola y no tanto a las alas voladoras que se pensaba proponían Northrop Grumman y Lockheed Martin. Finalmente, el 30 de agosto de 2018, la Armada de los Estados Unidos anunció a Boeing como el ganador de la competencia, y le otorgó un contrato para el desarrollo de cuatro aeronaves a completarse para agosto de 2024, por 805 millones de dólares. El 2 de abril de 2020 la Armada ordenó la construcción de tres MQ-25A más, destinados para pruebas, elevando el número total de aeronaves solicitadas a siete. El programa eventualmente podría expandirse, hasta llegar a unos 13 mil millones de dólares en total, para la construcción de 72 aeronaves.

### Pruebas en vuelo
A fines de abril de 2019, el primer MQ-25 producido fue trasladado por tierra desde la planta técnica de Boeing en el Aeropuerto Internacional Lambert en San Louis, Misuri y a través del río Misisipi hasta el Aeropuerto MidAmerica, que funciona en conjunto con la Base de la Fuerza Aérea Scott. Después de haber sido sometido a pruebas de rodaje, la Administración Federal de Aviación certificó la aeronave y le otorgó a Boeing la correspondiente autorización para llevar a cabo las pruebas de vuelo en el espacio aéreo, realizando su primer vuelo el 19 de septiembre de 2019. En diciembre de 2020, el MQ-25 realizó su primer vuelo con los equipos necesarios para realizar reabastecimiento en vuelo, lo que fue suministrado por la empresa de fabricación aeroespacial COBHAM.

## Historia operacional
El 4 de junio de 2021, el MQ-25A T1 N234MQ realizó, por primera vez en la historia y luego de despegar desde el Aeropuerto MidAmerica en Illinois, el primer reabastecimiento en vuelo de un vehículo aéreo no tripulado a una aeronave tripulada. El avión involucrado fue un McDonnell Douglas F/A-18 Super Hornet del Escuadrón de Evaluación y Prueba Aérea 23 (VX-23) de la Armada de los Estados Unidos. El vuelo tuvo una duración de 4,5 horas y durante el transcurso de las pruebas se realizaron conexiones tanto secas como húmedas, lo que tuvo una duración de 10 minutos, transfiriendo un total de 147 kg (325 libras) de combustible. En agosto de 2021 la Armada de los Estados Unidos estableció su primer escuadrón de vehículos aéreos no tripulados, el Escuadrón de Funciones Múltiples No Tripulado de Portaaviones 10 (VUQ-10) en la Base Naval del condado de Ventura, incluyendo la Estación Aérea Naval Point Mugu. El 20 de agosto de 2021 el MQ-25 realizó su segundo reabastecimiento de prueba con un Grumman E-2D Hawkeye del Escuadrón de Pruebas y Evaluación Aérea 20 (VX-20) de la Armada de los Estados Unidos y el 14 de septiembre de 2021 su tercero, con un Lockheed Martin F-35 Lightning II, también de la Armada.
Contar con esta aeronave le proporciona a la Armada de los Estados Unidos una transición menos compleja hacia su futura aeronave de combate de sexta generación del proyecto F/A-XX, en caso de que la misma también sea una plataforma no tripulada, y también aborda la necesidad de sus portaaviones de contar con un avión orgánico de reabastecimiento en vuelo, misión propuesta en el programa UCLASS desde 2014, liberando de esta forma entre un 20 a 30 por ciento a la flota de sus McDonnell Douglas F/A-18 Super Hornet, que realizan la misión de reabastecer a otras aeronaves funcionando como un avión cisterna. El servicio del MQ-25 a bordo de portaaviones, además, podría eliminar la necesidad de modificar aeronaves como Lockheed Martin F-35 Lightning II, Bell Boeing V-22 Osprey o Grumman E-2D Hawkeye para cumplir con la función de brindarle reabastecimiento en vuelo a otras aeronaves, o incluso tener que regresar al servicio aeronaves Lockheed S-3 Viking, que fueron retiradas en la Armada de los Estados Unidos desde 2016.
El Contralmirante Michael Manazir sugirió que tres de estos vehículos aéreos no tripulados podrían volar con aviones F-35, acompañándolos tanto para reabastecimiento de combustible como para también la operación de sensores, mientras que el Vicealmirante Mike Shoemaker dijo que el MQ-25 podría extender el radio de combate, sin reabastecimiento, de 450 millas náuticas (520 millas; 830 km) del Super Hornet más allá de las 700 millas náuticas (810 millas; 1300 km). El objetivo de la Armada para el MQ-25 es poder entregar 15 000 lb (6800 kg) de combustible a un total de entre 4 a 6 aviones, en un rango de 500 millas náuticas (580 mi; 930 km). La aeronave continuará con sus pruebas en vuelo, obteniendo datos mediante su operación con las diversas aeronaves que forman parte de la Armada de los Estados Unidos, prosiguiendo con el desarrollo del programa. Se espera que el MQ-25A alcanzará su capacidad operativa inicial en 2024.

## Especificaciones
Referencia datos: NAVAIR y USN MQ-25A Basing Draft Environmental Assessment

### Características generales
- Longitud: 15,5 m (51 ft)
- Envergadura: 22,9 m (75 ft) con alas extendidas, 9,54 m (31,3 ft) con alas plegadas
- Altura: 3 m (9,8 ft) con alas extendidas, 4,79 m (15,7 ft) con alas plegadas
- Planta motriz: 1× turbofán Rolls-Royce AE 3007.

### Rendimiento
- Alcance: 930 km (580 mi, 500 nmi) suministrando ≥ 7250 kg (16 000 lb) de combustible
- Radio de acción: km
- Alcance en combate: km
- Alcance en ferry: km

### Armamento
- Otros: Cobham Aerial Refueling Store (ARS)